# Manja Präkels

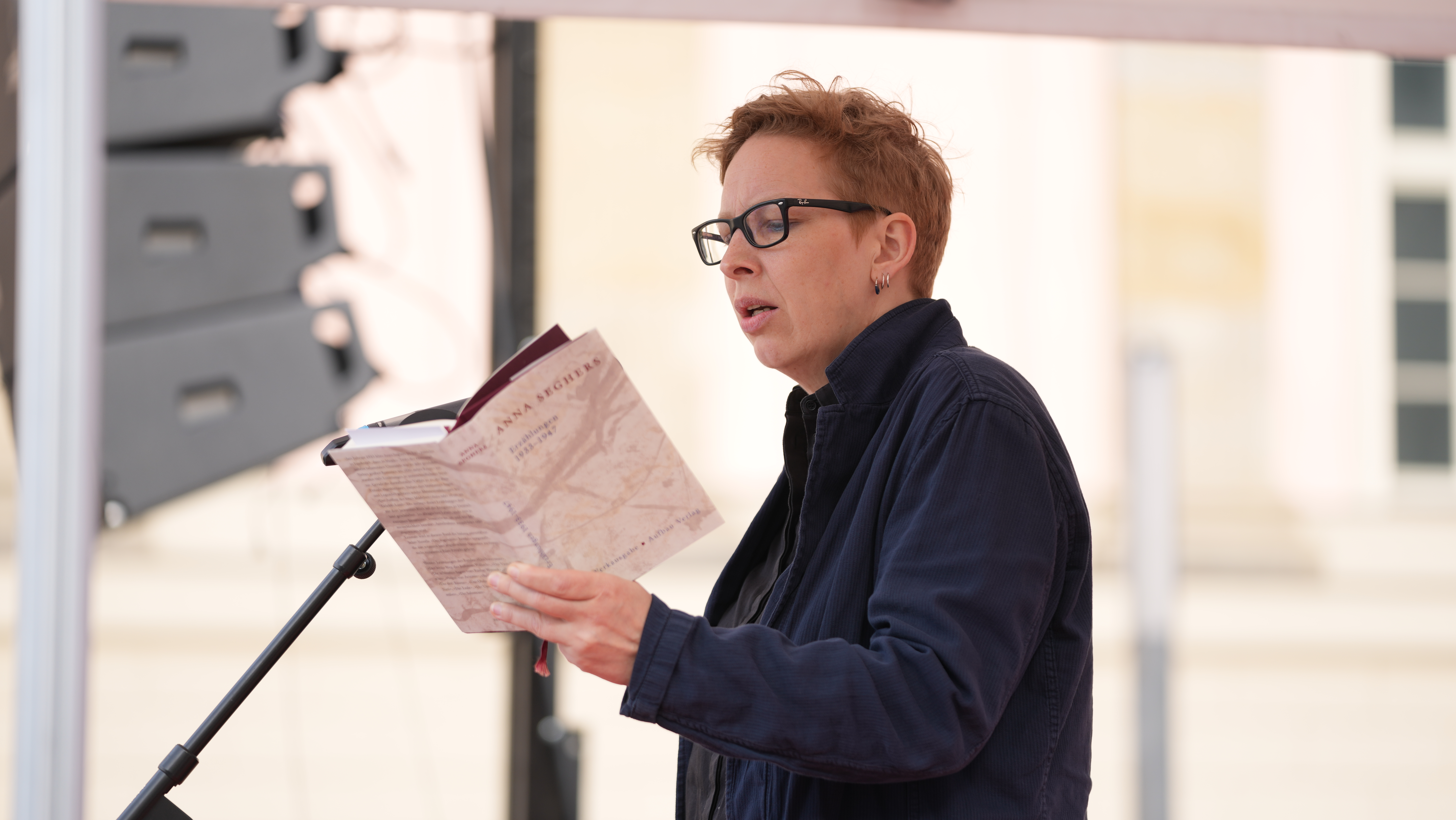
Manja Präkels (2022)

Manja Präkels (* 21. Dezember 1974 in Zehdenick) ist eine deutsche Schriftstellerin, Musikerin und Journalistin.

## Leben und Wirken
Manja Präkels wuchs als Tochter einer Lehrerin und eines HO-Verkaufsstellenleiters in ihrer Geburtsstadt Zehdenick auf. Sie durchlebte dort die klassischen Stationen einer DDR-Kindheit, bis hin zur letzten DDR-Jugendweihe im Jahr 1990. Im Zuge der Welle rechtsextremer Gewalt, die in den 1990er Jahren auch das Land Brandenburg betraf, wurde Präkels im Januar 1992 Zeugin eines Neonazi-Angriffs auf eine Dorfdiskothek, bei dem ihr Bekannter Ingo Ludwig zu Tode kam. Ein einschneidendes Erlebnis, das prägend für ihr schriftstellerisches Werk werdend sollte. Zunächst aber arbeitete sie von 1994 bis 1998 als Lokalreporterin für die Märkische Allgemeine im brandenburgischen Landkreis Oberhavel. Ihren Vertrag unterschrieb sie bei deren damaligem Herausgeber und späterem Mitbegründer der Alternative für Deutschland (AfD) Alexander Gauland – eine skurrile Begegnung, die Präkels später auch literarisierte. Anschließend studierte sie an der Freien Universität Berlin Philosophie, Soziologie und Osteuropäische Geschichte. Im Jahr 2000 führte sie Interviews mit links- und rechtsradikalen Jugendlichen, aus denen die ZDF-Dokumentation Die Zecken von Zehdenick entstand.
Ein wichtiger literarischer Einfluss war für Präkels der anarchistische Dichter und Revolutionär Erich Mühsam, der 1934 von den Nationalsozialisten im KZ Oranienburg ermordet wurde. Ihm zu Ehren rief sie 2001 das Berliner Erich-Mühsam-Festival ins Leben und gründete gleichzeitig als Sängerin und Mit-Komponistin die Band Der Singende Tresen, die neben Präkels' eigenen Texten im Laufe der Zeit auch zahlreiche Gedichte Mühsams vertonte. 2004 erschien Präkels' erster Gedichtband Tresenlieder, 2005 die erste CD des Singenden Tresens.
Ab 2002 entstanden mehrere Liedtheater-Programme mit Der singende Tresen sowie Stücke für Kindertheater mit ihrem Mann und Autorenpartner Markus Liske, mit dem sie seit 2009 auch die „Gedankenmanufaktur WORT & TON“ betreibt. In gemeinsamer Herausgeberschaft veröffentlichten die beiden seither u. a. die Anthologien Kaltland – Eine Sammlung (2011) und Vorsicht Volk! (2015), das Erich-Mühsam-Lesebuch Das seid ihr Hunde wert! (2014) sowie mehrere Hörbücher und CDs.
Zwischen August 2015 und Mai 2016 schrieb Präkels für die tageszeitung den humoristischen Fortsetzungsroman Im Anwohnerpark. 2017 erschien ihr autobiographisch geprägter Roman Als ich mit Hitler Schnapskirschen aß, der die letzten Jahre der DDR und die gesellschaftlichen Verwerfungen nach der Wende in einer brandenburgischen Kleinstadt beschreibt. Für diesen Roman wurde sie 2018 unter anderem mit dem Anna Seghers-Preis sowie dem Deutschen Jugendliteraturpreis ausgezeichnet. „Eine Geschichte aus der brandenburgischen Provinz, mit Horrormomenten, von den Wendejahren bis in die Jetztzeit. Manja Präkels hat das meiste in den Neunzigern selbst so erlebt, in Zehdenick im Landkreis Oberhavel, eine gute Stunde von Berlin entfernt. Im Buch ist es verdichtet und zugespitzt, aber wahr. Die besonders verstörenden Geschichten habe sie ausgelassen, sagt die Autorin. Weil ihr dafür die Sprache fehle“, schrieb die Süddeutsche Zeitung. Im Dezember 2018 stand das Buch auf Platz 17 der Bestsellerliste „Belletristik Independent“ im Börsenblatt des deutschen Buchhandels, wurde inzwischen in mehrere Sprachen übersetzt sowie auch mehrfach für Theaterbühnen adaptiert.
In den Folgejahren trat Präkels vor allem als Essayistin in Erscheinung, sowohl für verschiedene Buchprojekte als auch für Zeitungen und Magazine wie u. a. die tageszeitung, Der Spiegel, Jungle World, Märkische Allgemeine Zeitung, telegraph, Frankfurter Rundschau, Der Freitag und WOZ. Eine Sammlung ihrer Essays erschien 2022 unter dem Titel Welt im Widerhall oder war das eine Plastiktüte.
Manja Präkels lebt und arbeitet in Berlin und Rheinsberg.

## Biblio- und Diskografie
- Hundsgemeines Leben – CD, Eigenpressung, Berlin 2003
- Tresenlieder – Gedichte. Verlag Edition AV, Lich 2004, ISBN 3-936049-23-8
- Sperrstundenmusik – CD, Raumer Records, Berlin 2005, RR16505
- Clowns im Regen – CD, Raumer Records, Berlin 2007,[17][18]
- Kein Teil von Etwas – CD, Raumer Records, Berlin 2009, RR 18109
- Kaltland – Eine Sammlung (Herausgeberin mit Markus Liske und Karsten Krampitz). Rotbuch, Berlin 2011, ISBN 978-3-86789-144-8.
- Ernste Musik – CD, Setalight Records / Rough Trade, Berlin 2012, SLR031
- Erich Mühsam: Das seid ihr Hunde wert! (Herausgeberin mit Markus Liske). Verbrecher Verlag, Berlin 2014, ISBN 978-3-943167-84-9
- Mühsam Blues – CD, Setalight Records, Berlin 2014, SLR044
- Vorsicht Volk! oder: Bewegungen im Wahn? (Herausgeberin mit Markus Liske). Verbrecher Verlag, Berlin 2015, ISBN 978-3-95732-121-3
- Als ich mit Hitler Schnapskirschen aß, Verbrecher Verlag, Berlin 2017, ISBN 978-3-95732-272-2 (Taschenbuch btb, München 2019, ISBN 978-3-442-71786-6).
- Welt im Widerhall oder war das eine Plastiktüte? Essays. Verbrecher Verlag, Berlin 2022, ISBN 978-3-95732-535-8.[19]
- Als ich mit Hitler Schnapskirschen aß – Hörbuch, Fropsrecords, Berlin 2021
- alleswasderfallist – CD, Fropsrecords, Berlin 2023
- Gegen den Wind atmen. Breathing Against the Wind. 'haɪ̯maːtn̩ Bd. 2, zweisprachig (dt./en.), hg. v. Haus der Kulturen der Welt (HKW), Merve, Leipzig 2025, ISBN 978-3-96273-551-7.

Mitwirkung an:
- K. Krampitz, H. Werning (Hrsg.): Heimat, Heimweh, Heimsuchung. Karin Kramer Verlag, Berlin 2009, ISBN 978-3-87956-338-8.
- K. Krampitz, U. Seltmann (Hrsg.): Leben mit und ohne Gott. Herbig Verlag, Berlin 2010, ISBN 978-3-7766-2645-2.
- K. Krampitz, K. Lederer (Hrsg.): Schritt für Schritt ins Paradies. Karin Kramer Verlag, Berlin 2013, ISBN 978-3-87956-374-6.
- H. Kleffner, A. Spannenberg (Hrsg.): Generation Hoyerswerda. be.bra Verlag, Berlin 2016, ISBN 978-3-89809-127-5.
- Gideon Botsch, Gesa Köbberling, Christoph Schulze (Hrsg.): Rechte Gewalt – Aktuelle Analysen und zeithistorische Perspektiven auf das Land Brandenburg. Metropol Verlag, Berlin 2024, ISBN 978-3-86331-716-4.

## Bühnenarbeiten
- Der etwas andere Heimatabend – Multimediales Liedtheater (uraufgeführt auf dem Internationalen Kurzfilmfestival Interfilm Berlin 2002 / Die anschließende Brandenburg-Tournee wurde vom Aktionsfonds für ein tolerantes Brandenburg gefördert)
- Freier Fall für freie Bürger – Chansonrevue mit Jens-Paul Wollenberg und Uta Pilling (uraufgeführt auf dem Festival Musik und Politik, Berlin 2004)
- Land unter! – Liedtheater (uraufgeführt auf dem Theaterschiff Potsdam, Berlin 2006)
- Kein Teil von Etwas – Liedtheater (uraufgeführt auf dem Internationalen Brechtfestival Augsburg 2008)

### Kindertheaterstücke
- Der Rabe im Schnee (2002)
- Ein Maulwurf in Berlin (2003)
- Gespensterstunde im Rabenwald (2005)
- Der Weihnachtshase (2006)
- Der Piratenschatz (2008)

## Auszeichnungen
- 2002 Liedermacherpreis Goldene Hoyschrecke
- 2005 CD des Monats in der Liederbestenliste[20]
- 2005 Alfred-Döblin-Stipendium der Akademie der Künste
- 2007 Spitzenreiter der Liederbestenliste
- 2007 Förderpreis Junge Songpoeten
- 2009 CD des Monats in der Liederbestenliste
- 2012/13 Aufenthaltsstipendium im Writers House Ventspils, Lettland
- 2018 Kranichsteiner Jugendliteratur-Stipendium für Als ich mit Hitler Schnapskirschen aß
- 2018 Anna Seghers-Preis für Als ich mit Hitler Schnapskirschen aß (zusammen mit Julián Fuks)
- 2018 Deutscher Jugendliteraturpreis in der Sparte „Jugendbuch“ für Als ich mit Hitler Schnapskirschen aß[21]
- 2019 einjähriges Stipendium der Berliner Senatsverwaltung für Kultur und Europa[22]
- 2021 Stadtschreiberin in Rheinsberg
- 2024 Aufenthaltsstipendium in der Casa Baldi in Olevano Romano